# Sennoj
Sennoj (in russo Сенной?) è un insediamento di tipo urbano dell'oblast' di Saratov, in Russia, situato nel distretto Vol'skij.
Il villaggio si trova sulla riva sinistra del fiume Tereška, 30 km a nord-ovest di Vol'sk.